# Eppel Márton
Eppel Márton (Budapest, 1991. november 20. –) magyar válogatott labdarúgó, csatár, a román élvonalbeli Csíkszereda játékosa.
A 2016–17-es szezonban bajnok és gólkirály lett 16 találatával a magyar első osztályban.

## Pályafutása

### Klubcsapatokban

#### MTK Budapest

##### 2009–10-es szezon
2009. április 26-án debütált az MTK színeiben az NB1-ben a Nyíregyháza ellen, kezdőként lépett pályára és 72 percet töltött a pályán. Három nappal később az Újpest ellen csereként lépett pályára a 78. percben és gólpasszt jegyzett. A szezon további részében még 4 alkalommal szerepelt.

##### 2010–11-es szezon
A nagy csapatban és a tartalékkal is szerepelt. Többnyire az első csapatban kapott lehetőséget. Az NB2-ben 11 alkalommal lépett pályára, mindig kezdőjátékosként, amit 5 góllal hálált meg. Az első csapatban többnyire cserejátékosként számolt vele Garami József, de így is sikerült gólt szereznie a ZTE, a Lombard Pápa és a Honvéd csapatai ellen.

#### Oldham
2009 júliusában próbajátékon vett részt néhány csapattársával az angol Oldham Athletic csapatánál, majd 2010 decemberében egy évre kölcsönbe került az angol egyesülethez.

#### NEC Nijmegen
2011 augusztusában szerződött a holland NEC Nijmegen csapatához, egyéves opcióval (kölcsönben). Ingyenes transzfert kötöttek az MTK-val. 2011. október 22-én debütált a Den Haag elleni 1-0-ra elvesztett bajnoki mérkőzésen. Öt nappal később a Holland kupában is bemutatkozott a 89. percben lépett pályára. 2011. november 10-én megszerezte első gólját a NEC Nijmegen B csapat színeiben a Twente ellen. Az őszi bajnoki szezont követően szerződést bontott a holland klubbal, amíg új csapatot keres addig régi klubjánál az MTK-nál készül fel. 2012. január végén érdeklődött a Ferencvárosi TC Márton iránt.

#### Paksi FC
2012. január végén hazatért Magyarországra, ahol a Paksi FC játékosa lett két és fél évre. A Paksi klubnál már nem csatárként szerepelt, hanem belső védőként is.

#### Budapest Honvéd
Két és fél idényben – 2016 januárja és 2018 júliusa között – játszott Kispesten. A 2016–2017-es szezonban bajnoki címet szerzett, és 16 találattal gólkirály lett.

#### Kajrat Almati
2018. június 28-án a Budapest Honvéd hivatalos honlapján jelentette be, hogy Eppel a kazah Kajrat Almati játékosaként folytatja pályafutását. Az átigazolás tényét a kazah klub július 2-án hivatalos honlapján megerősítette. Július 12-én, az Európa-liga 2018–2019-es kiírásának selejtezőjében az andorrai Engordany ellen csereként lépett pályára az 58. percben, majd Elek Ákos passzából gólt szerzett a 90. percben, csapata pedig 3-0-ra megnyerte a mérkőzést. Július 19-én, a visszavágón mesternégyest ért el, csapata 7–1-re győzött és 10–1-es összesítéssel ment tovább.
2019. július 14-én a Kajszar elleni mérkőzésen 3 gólt szerzett, csapata 5–1-re győzött. Egy héttel később 2 góllal járult hozzá csapata az FK Tobol otthonában elért győzelméhez (5–3).
A 2019-es kazak labdarúgó-bajnokság első osztályában csapatával az előző évhez hasonlóan a 2. helyet szerezték meg. 28 bajnoki mérkőzésen 16 gólt szerzett, a kazah góllövőlistán a 3. helyen végzett és bekerült az év álomcsapatába a sports.kz oldal összeállításában.

#### Cercle Brugge
Miután szerződése lejárt a Kajratnál, 2020 januárjában szabadon igazolható játékosként a belga élvonalban szereplő Cercle Brugge-ben folytatta pályafutását. Első gólját a KV Mecheleni 3–2-re megnyert mérkőzésen szerezte a találkozó 2. percében.
Januárban kilenc pontra állt a csapata a bennmaradástól, de négy bajnokit megnyertek egymás után, így végül első osztályú maradt a klub. Összesen nyolc bajnoki mérkőzésen játszott, egy gólt szerzett, és két gólpasszt adott.

#### Budapest Honvéd
2020 októberében a Honvéd megerősítette, hogy 2021. december 31-ig tartó szerződést kötött korábbi játékosával.

#### Diósgyőri VTK
2022. január 6-án a Diósgyőri VTK játékosa lett. Másfél év alatt negyvenhat bajnoki mérkőzésen lépett pályára a DVTK-ban, ez idő alatt hétszer volt eredményes. Tagja volt a 2022–2023-as idény végén az NB II-ben bajnoki címet szerző csapatnak.

#### Warta Poznań
A lengyel labdarúgó-bajnokság élvonalában szereplő csapathoz az évad végéig írt alá, egyéves hosszabbítási opcióval.

#### Nyíregyháza
2024. július 25-én bejelentették, hogy a Nyíregyháza Spartacushoz igazolt, a  szerződése két évre szól.

### A válogatottban
Tagja a Magyar U21-es válogatottnak, amelyben az első gólját a Kínai U21-es válogatottnak lőtte.
2016 augusztusában Bernd Storck, a magyar válogatott szövetségi kapitánya behívta a 2018-as világbajnoki selejtezőkre készülő válogatott egy hetes edzőtáborába. Az edzőtáborba azonban sérülés miatt végül nem tudott elutazni a kerettel.
2017. március 8-án újra meghívást kapott a Portugália elleni világbajnoki selejtezőre készülő nemzeti tizenegy bő keretébe. A Portugáliába utazó keretbe is bekerült, azonban a meccsen nem lépett pályára.
Eppel 2017. június 5-én mutatkozott be a válogatottban, egy Oroszország elleni barátságos mérkőzésen. A meccsen a 40. percben öngólt rúgott.

## Sikerei, díjai
Budapest Honvéd
- NB I
  - bajnok (1): 2016–17[32]
  - gólkirály: 2016–17 (16 gól)

 Kajrat Almati
- Kazak kupagyőztes (1): 2018[33]
- Kazak bajnoki ezüstérmes (2): 2018, 2019
- Kazak szuperkupa ezüstérmes (1): 2019

 Diósgyőri VTK
- NB II bajnok: 2022–23

## Statisztika

### Klubcsapatokban
2025. augusztus 17-i állapot szerint.
| Klub                  | Szezon   | Bajnokság | Bajnokság | Kupa  | Kupa  | Ligakupa | Ligakupa | Európa | Európa | Összesen | Összesen |
| Klub                  | Szezon   | Mérk.     | Gólok     | Mérk. | Gólok | Mérk.    | Gólok    | Mérk.  | Gólok  | Mérk.    | Gólok    |
| --------------------- | -------- | --------- | --------- | ----- | ----- | -------- | -------- | ------ | ------ | -------- | -------- |
| MTK Budapest II       | 2008–09  | 16        | 5         | 0     | 0     | –        | –        | –      | –      | 16       | 5        |
| MTK Budapest II       | 2009–10  | 2         | 0         | 0     | 0     | –        | –        | –      | –      | 2        | 0        |
| MTK Budapest II       | 2010–11  | 11        | 5         | 0     | 0     | –        | –        | –      | –      | 11       | 5        |
| MTK Budapest II       | Összesen | 29        | 10        | 0     | 0     | 0        | 0        | 0      | 0      | 29       | 10       |
| MTK Budapest          | 2007–08  | 0         | 0         | 0     | 0     | 1        | 0        | 0      | 0      | 1        | 0        |
| MTK Budapest          | 2008–09  | 6         | 0         | 1     | 0     | 8        | 0        | 0      | 0      | 15       | 0        |
| MTK Budapest          | 2010–11  | 21        | 3         | 4     | 0     | 1        | 1        | –      | –      | 26       | 4        |
| MTK Budapest          | 2013–14  | 22        | 1         | 6     | 2     | 3        | 2        | –      | –      | 31       | 5        |
| MTK Budapest          | Összesen | 49        | 4         | 11    | 2     | 13       | 3        | 0      | 0      | 73       | 9        |
| N.E.C.                | 2011–12  | 1         | 0         | 1     | 0     | –        | –        | –      | –      | 2        | 0        |
| N.E.C.                | Összesen | 1         | 0         | 1     | 0     | 0        | 0        | 0      | 0      | 2        | 0        |
| Paks                  | 2011–12  | 3         | 0         | 0     | 0     | 2        | 0        | 0      | 0      | 5        | 0        |
| Paks                  | 2012–13  | 23        | 4         | 2     | 0     | 5        | 1        | –      | –      | 30       | 5        |
| Paks                  | 2013–14  | 3         | 0         | 0     | 0     | 0        | 0        | –      | –      | 3        | 0        |
| Paks                  | 2014–15  | 5         | 2         | 0     | 0     | 2        | 0        | –      | –      | 7        | 2        |
| Paks                  | Összesen | 34        | 6         | 2     | 0     | 9        | 1        | 0      | 0      | 45       | 7        |
| Dunaújváros           | 2014–15  | 11        | 3         | 0     | 0     | 2        | 0        | –      | –      | 13       | 3        |
| Dunaújváros           | 2015–16  | 14        | 3         | 1     | 0     | –        | –        | –      | –      | 15       | 3        |
| Dunaújváros           | Összesen | 25        | 6         | 1     | 0     | 2        | 0        | 0      | 0      | 28       | 6        |
| Budapest Honvéd       | 2015–16  | 11        | 5         | 0     | 0     | –        | –        | –      | –      | 11       | 5        |
| Budapest Honvéd       | 2016–17  | 27        | 16        | 2     | 0     | –        | –        | –      | –      | 29       | 16       |
| Budapest Honvéd       | 2017–18  | 32        | 14        | 6     | 3     | –        | –        | 2      | 0      | 40       | 17       |
| Budapest Honvéd       | Összesen | 70        | 35        | 8     | 3     | 0        | 0        | 2      | 0      | 80       | 38       |
| Kajrat Almati         | 2018     | 13        | 3         | 0     | 0     | –        | –        | 6      | 6      | 19       | 9        |
| Kajrat Almati         | 2019     | 28        | 16        | 0     | 0     | –        | –        | 3      | 0      | 31       | 16       |
| Kajrat Almati         | Összesen | 41        | 19        | 0     | 0     | 0        | 0        | 9      | 6      | 50       | 25       |
| Cercle Brugge         | 2019–20  | 8         | 1         | 0     | 0     | –        | –        | –      | –      | 8        | 1        |
| Cercle Brugge         | Összesen | 8         | 1         | 0     | 0     | 0        | 0        | 0      | 0      | 8        | 1        |
| Budapest Honvéd       | 2020–21  | 12        | 1         | 0     | 0     | –        | –        | –      | –      | 12       | 1        |
| Budapest Honvéd       | 2021–22  | 12        | 0         | 2     | 1     | –        | –        | –      | –      | 14       | 1        |
| Budapest Honvéd       | Összesen | 24        | 1         | 2     | 1     | 0        | 0        | 0      | 0      | 26       | 2        |
| Diósgyőr              | 2021–22  | 15        | 3         | 0     | 0     | –        | –        | –      | –      | 15       | 3        |
| Diósgyőr              | 2022–23  | 31        | 4         | 1     | 0     | –        | –        | –      | –      | 32       | 4        |
| Diósgyőr              | Összesen | 46        | 7         | 1     | 0     | 0        | 0        | 0      | 0      | 47       | 7        |
| Warta Poznań          | 2023–24  | 21        | 2         | 1     | 0     | –        | –        | –      | –      | 22       | 2        |
| Warta Poznań          | Összesen | 21        | 2         | 1     | 0     | 0        | 0        | 0      | 0      | 22       | 2        |
| Nyíregyháza Spartacus | 2024–25  | 26        | 4         | 4     | 1     | –        | –        | –      | –      | 30       | 5        |
| Nyíregyháza Spartacus | Összesen | 26        | 4         | 4     | 1     | 0        | 0        | 0      | 0      | 30       | 5        |
| Csíkszereda           | 2025–26  | 3         | 0         | 0     | 0     | –        | –        | –      | –      | 3        | 0        |
| Csíkszereda           | Összesen | 3         | 0         | 0     | 0     | 0        | 0        | 0      | 0      | 3        | 0        |
| Összesen              | Összesen | 377       | 95        | 31    | 7     | 24       | 4        | 11     | 6      | 443      | 112      |

### A válogatottban
| Magyarország | Magyarország | Magyarország |
| Év           | Mérk.        | Gólok        |
| ------------ | ------------ | ------------ |
| 2017         | 4            | 0            |
| 2018         | 4            | 0            |
| Összesen     | 8            | 0            |

### Mérkőzései a válogatottban
| Magyarország | Magyarország         | Magyarország                      | Magyarország | Magyarország | Magyarország | Magyarország    | Magyarország | Magyarország |
| #            | Dátum                | Helyszín                          | Hazai        | Eredmény     | Vendég       | Kiírás          | Gólok        | Esemény      |
| ------------ | -------------------- | --------------------------------- | ------------ | ------------ | ------------ | --------------- | ------------ | ------------ |
| 1.           | 2017. június 5.      | Budapest, Groupama Aréna          | Magyarország | 0 – 3        | Oroszország  | barátságos      | -            | 40' 70'      |
| 2.           | 2017. június 9.      | Andorra la Vella, Estadi Nacional | Andorra      | 1 – 0        | Magyarország | vb-selejtező    | -            |              |
| 3.           | 2017. szeptember 3.  | Budapest, Groupama Aréna          | Magyarország | 0 – 1        | Portugália   | vb-selejtező    | -            | 61'          |
| 4.           | 2017. október 10.    | Budapest, Groupama Aréna          | Magyarország | 1 – 0        | Feröer       | vb-selejtező    | -            | 46'          |
| 5.           | 2018. június 9.      | Budapest, Groupama Aréna          | Magyarország | 1 – 2        | Ausztrália   | barátságos      | -            | 66'          |
| 6.           | 2018. szeptember 8.  | Tampere, Tampere Stadion          | Finnország   | 1 – 0        | Magyarország | Nemzetek Ligája | -            | 72'          |
| 7.           | 2018. szeptember 11. | Budapest, Groupama Aréna          | Magyarország | 2 – 1        | Görögország  | Nemzetek Ligája | -            | 69'          |
| 8.           | 2018. október 15.    | Tallinn, A. Le Coq Aréna          | Észtország   | 3 – 3        | Magyarország | Nemzetek Ligája | -            | 75'          |
|              | Összesen             |                                   |              | 8            | mérkőzés     |                 | 0            | gól          |